# Grimshaw Architects
Grimshaw Architects (раніше Nicholas Grimshaw & Partners) — архітектурна фірма, розташована в Лондоні. Заснована в 1980 році Ніколасом Грімшоу, фірма була одним із піонерів високотехнологічної архітектури. Зокрема, вони відомі своїм дизайном транспортних проектів, зокрема залізничної станції Amsterdam Bijlmer ArenA, залізничної станції Waterloo International та відзначеної нагородами залізничної станції Southern Cross, яка була лауреатом премії Любеткіна Королівського інституту британських архітекторів. Грімшоу стоїть за проектом Sustainability Pavilion, інноваційної будівлі з нульовим енергоспоживанням для Експо 2020. Наразі фірма має офіси в Лос-Анджелесі, Нью-Йорку, Лондоні, Парижі, Дубаї, Мельбурні та Сіднеї, де працює понад 600 співробітників.

## Список проектів
Основні проекти за роками завершення та впорядковані за типом:

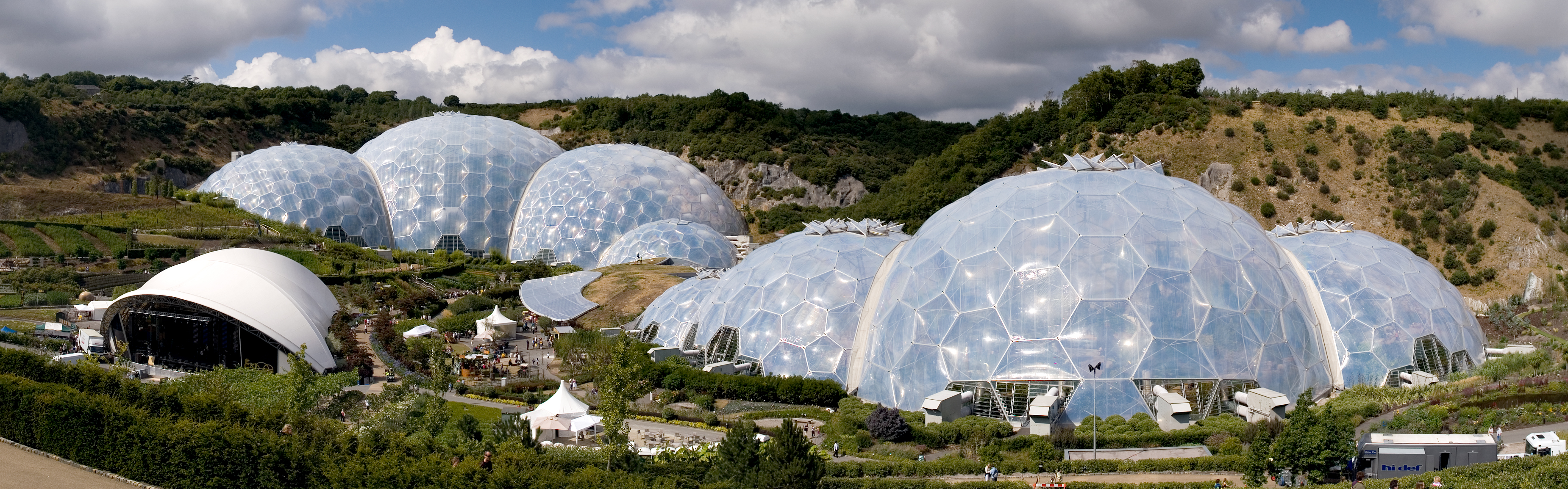
Панорамний вид на куполи геодезичного біома в проекті Eden

### Мистецтво і культура

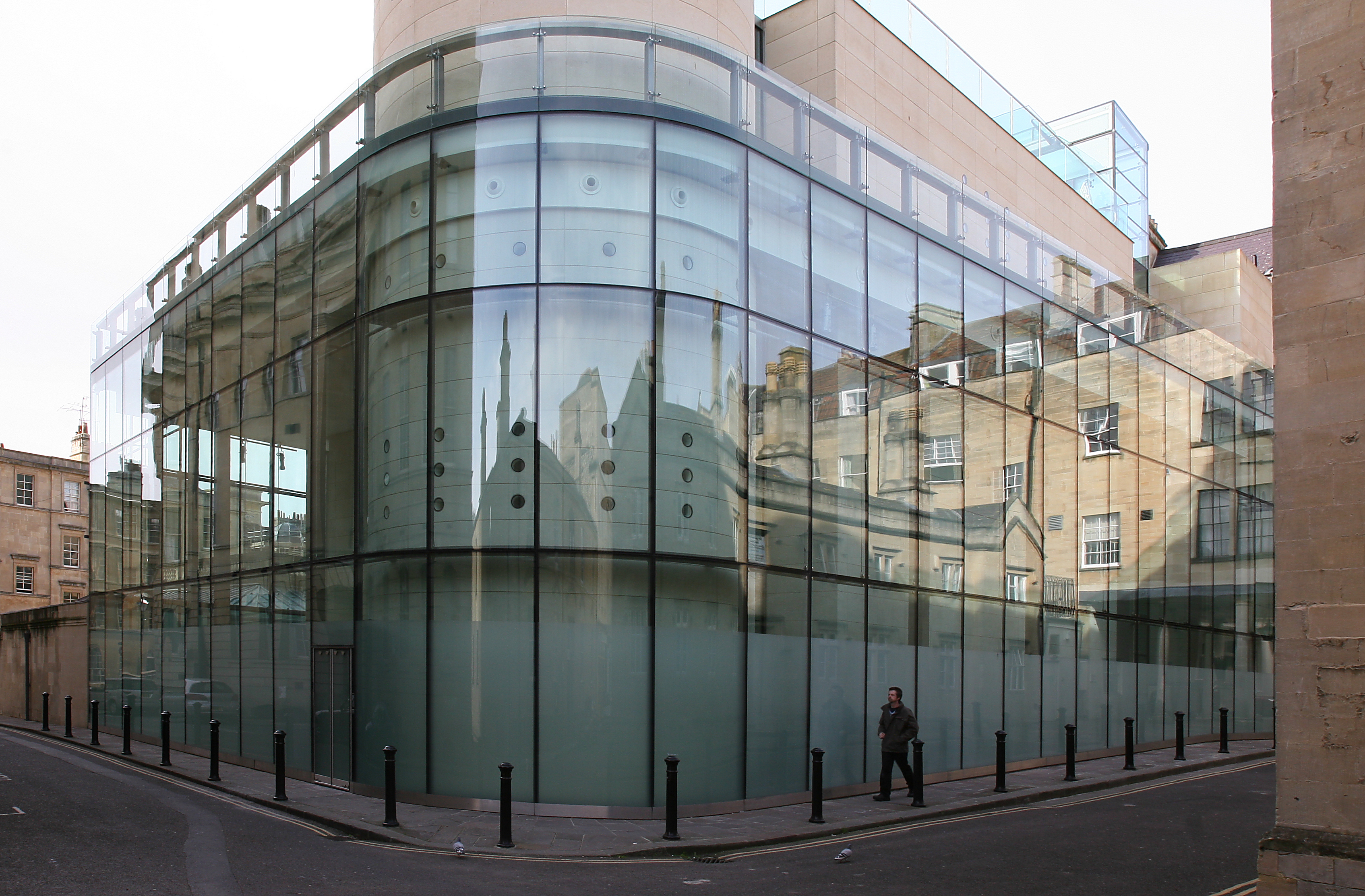
Курорт «Терми»: головний корпус, 2006 р

- Оксфордський каток, Оксфорд, Велика Британія, 1984 рік
- Британський павільйон, Експо '92, Севілья, Іспанія, 1992
- Проект Eden, Корнуолл, Велика Британія, 2001
- Національний космічний центр, Лестер, Велика Британія, 2001
- Caixa Galicia Art Foundation, Ла-Корунья, Іспанія, 2006
- Thermae Bath Spa, Бат, 2006
- Horno 3: Museo del Acero, Музей сталі, Монтеррей, Мексика, 2007
- Центр експериментальних медіа та виконавських мистецтв (EMPAC), Трой, США, 2008
- Мобільний павільйон Mobilizarte, Бразилія, 2012
- Художній музей Квінса, Квінс, 2013
- Науковий музей Філіпа та Патриції Фрост, Маямі, США, 2014 р
- Shanghai Disney Resort Tomorrowland, Шанхай, Китай, 2016
- Arter (мистецький центр) Музей сучасного мистецтва, Стамбул, Туреччина, 2019
- Павільйон стійкого розвитку, Експо 2020 Дубай, 2020

### Мости

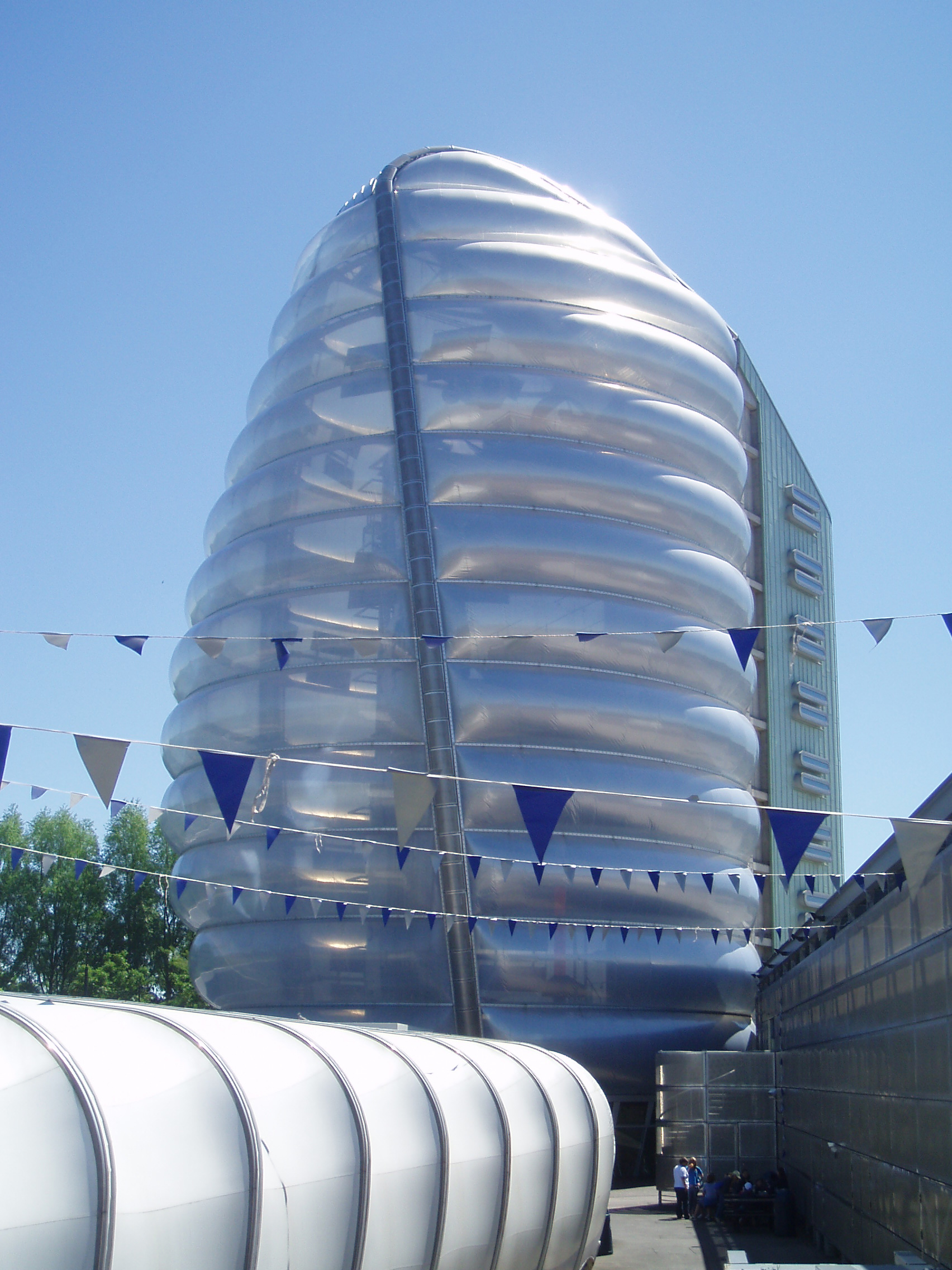
Національний космічний центр у Лестері

- Ейбурзький міст, Амстердам, Нідерланди, 2001 рік
- Пішохідний міст Ньюпорт-Сіті, Ньюпорт, Південний Уельс, 2006 рік
- Міст Моряків, Мельбурн, Австралія, 2008
- Пішохідний міст A40 Western Avenue, Лондон, Велика Британія, 2009 рік

### Наука і освіта
- Проект Eden: The Core, Корнуолл, Велика Британія, 2005
- Університетський коледж Лондона: передня частина будівлі Робертса, Лондон, Велика Британія, 2007
- Інститут раку Лондонського університетського коледжу: будівля Пола О Гормана, Лондон, Велика Британія, 2007 р
- Лондонська школа економіки: Нова академічна будівля, Лондон, Велика Британія, 2009
- London South Bank University, Лондон, Велика Британія, 2010
- Політехнічний університет Нью-Йорка: Роджерс Холл, Бруклін, США, 2011
- Інститут Доерті, Мельбурн, Австралія, 2014
- Boldrewood Innovation Campus Phase 1, Саутгемптон, Велика Британія, 2015
- Університет Нового Південного Уельсу Гілмер Білдінг, Сідней, Австралія, 2015 р
- Центр мистецтв та інновацій Бангорського університету, Бангор, Велика Британія, 2016
- Лабораторія Dulwich College, Лондон, Велика Британія, 2016
- Університет Дьюка, Центр студентського містечка Річарда Х. Бродхеда, Дарем, Північна Кароліна, США, 2016 р.

### Залізниця

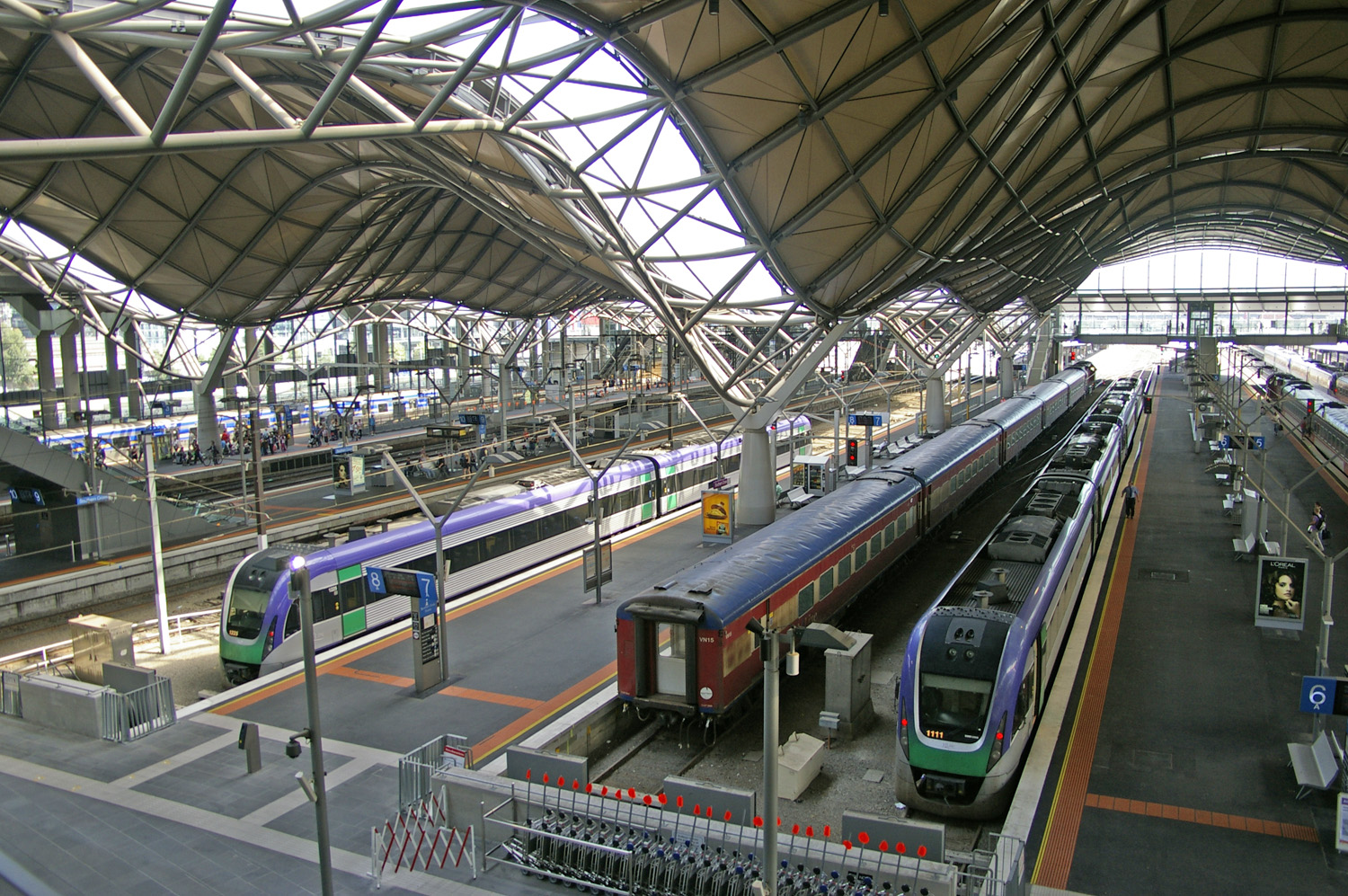
Вокзал Південний Хрест

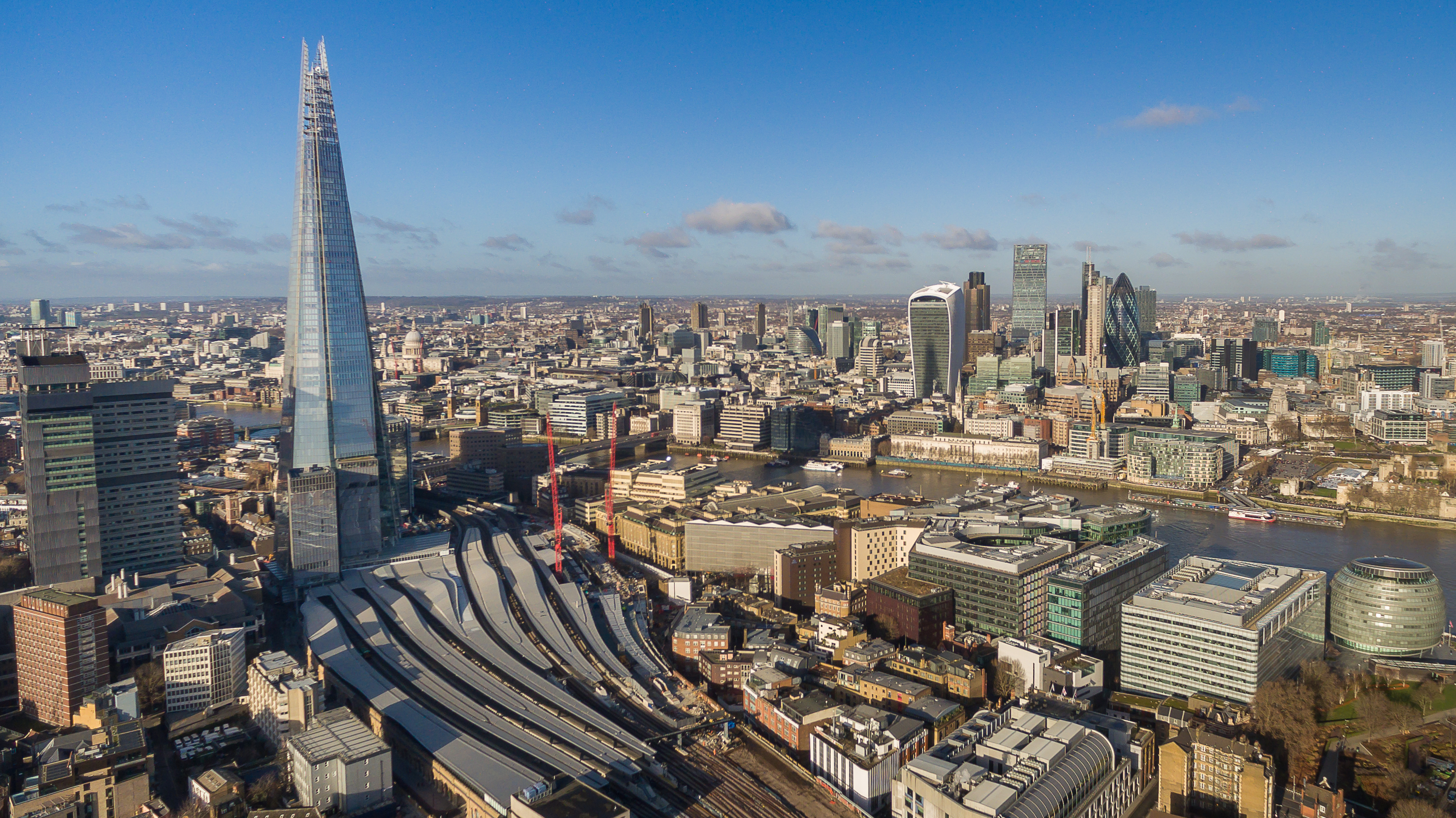
Станція Лондонський міст

- Міжнародний термінал, вокзал Ватерлоо, Лондон, Велика Британія, 1993 рік
- Станція Паддінгтон, Лондон, Велика Британія, 1999 рік
- Залізнична станція Southern Cross, Мельбурн, Австралія, 2006 рік
- Станція Amsterdam Bijlmer ArenA, Амстердам, Нідерланди, 2007
- Залізнична станція Нунавадінг, Мельбурн, Австралія, 2010 рік
- Fulton Center, Манхеттен, США, 2014
- Залізнична станція в Редінгу, Редінг, Велика Британія, 2014
- Станція London Bridge, Лондон, Велика Британія, 2018
- Розширення залізничної лінії Мернда, Мельбурн, Австралія, 2018 рік
- Станція Vaughan Metropolitan Center (TTC), Воган, Канада, 2018 рік
- Центральний діловий район Сіднея та південно-східний легкорейковий транспорт, Сідней, Австралія, 2019 р

### Авіація
- Термінал 1 аеропорту Хітроу, пірс 4A, Велика Британія, 1993 рік
- Термінал 3 аеропорту Манчестера, Велика Британія, 1998 рік
- Цюріхський аеропорт, Цюрих, Швейцарія, 2004 рік
- Термінал 2B аеропорту Хітроу, Велика Британія, 2009 рік
- Аеропорт Пулково, Санкт-Петербург, Росія, 2013
- Аеропорт Стамбула, Туреччина, 2019
- Newark Liberty International New Terminal A, Ньюарк, США, 2022

### Офіс і робоче місце

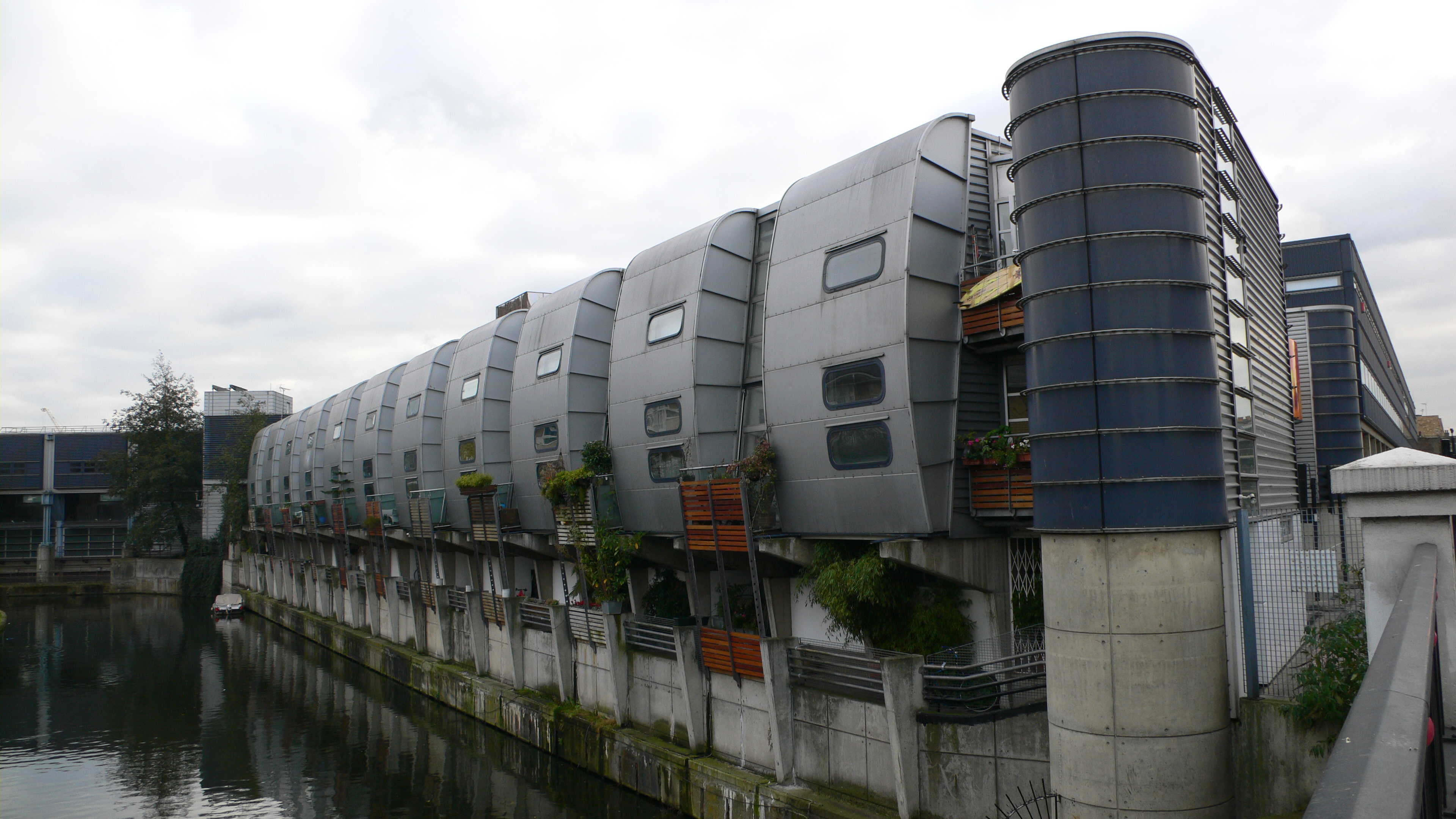
Grand Union Walk Housing – квартири позаду супермаркету Sainsbury's, Camden Town, 1988

- British Airways Operations, Лондон, Велика Британія, 1993
- Регіональний контрольний центр RAC, Брістоль, Велика Британія, 1994 р
- Ludwig Erhaud Haus, Берлін, Німеччина, 1998
- Операційний центр Orange та центри обслуговування клієнтів, Дарлінгтон, Велика Британія, 1998 р
- 25 Gresham Street, Лондон, Велика Британія, 2002
- Проект Eden : Фонд, Корнуолл, Велика Британія, 2002
- Five Boats Houding, Дуйсбург, Німеччина, 2005
- 385 Bourke Street, Мельбурн, Австралія, 2008
- Будівля Сент-Ботольфа, Лондон, Велика Британія, 2010
- John Lewis &amp; Partners Fashion Pavilion, Лондон, Велика Британія, 2011
- Торговий центр Highpoint, Мельбурн, Австралія, 2013
- 699 Bourke Street, Мельбурн, Австралія, 2015
- 333 George Street, Сідней, Австралія, 2016
- YOOX Net-a-Porter Group Tech Hub, Лондон, Велика Британія, 2017 р
- Інноваційний центр Plexal, Лондон, Велика Британія, 2017
- Belfast City Quays 2, Белфаст, Північна Ірландія, 2018
- 664 Collins Street, Мельбурн, Австралія, 2018
- 50/60 Station Road, Кембридж, Велика Британія, 2019
- Olderfleet, Мельбурн, Австралія, 2020

### Промисловість
- Фабрика Германа Міллера, Бат, Сомерсет, Велика Британія, 1976 рік
- Меблева фабрика Vitra, Вайль-на-Рейні, Німеччина, 1981 рік
- Фабрика Германа Міллера, Чиппенхем, Велика Британія, 1982 рік
- Financial Times Printworks, Лондон, Велика Британія, 1988
- Western Morning News, Плімут, Велика Британія, 1993
- Завод і штаб-квартира Igus, Кельн, Німеччина, 2000 р
- Центр заводів Дональда Данфорта, Сент-Луїс, США, 2001
- Завод і штаб-квартира Rolls-Royce Motor Cars, Західний Сассекс, Велика Британія, 2003 р.
- Suez Environnement Energy from Waste Facility, Suffolk, UK, 2014
- Herman Miller (виробник) Portal Mill, Melksham, UK, 2015